# Зе Педру
Жозе Педру да Сілва Фігейреду Фрейташ (порт. José Pedro da Silva Figueiredo Freitas); відоміший під коротшим прізвиськом Зе Педру (порт. Zé Pedro, нар. 6 червня 1997, Гімарайнш) — португальський футболіст, захисник клубу «Порту». Виступав також за низку португальських клубів. Володар Кубка Португалії та Суперкубка Португалії.

## Ігрова кар'єра
Зе Педру народився 1997 року в місті Гімарайнш. Займався в юнацьких командах футбольних клубів «Віторія» (Гімарайнш), «Ош Сандіненшеш» та «Візела».
У дорослому футболі дебютував 2015 року виступами за команду «Візела», в якій грав до 2016 року, взявши участь у 3 матчах чемпіонату. З 2016 до 2017 року футболіст грав у складі команди «Торкатенсе». Протягом 2017—2018 років Зе Педру захищав кольори клубу «Фафе». У 2018 році футболіст став гравцем клубу клубом «Брага Б», проте до 2020 року так і не зіграв у його складі жодного матчу. У 2020—2021 роках футболіст грав у складі клубу «Ештрела», де став гравцем основного складу. У 2021 році Зе Педру перейшов до клубу «Порту». Спочатку футболіст грав за другу команду клубу, проте з сезону 2023—2024 років почав частіше з'являтися в головній команді клубу. У складі «Порту» Зе Педру став володарем Кубка Португалії та Суперкубка Португалії.

## Титули і досягнення
- Володар Кубка Португалії (1):

«Порту»: 2023–2024
- Володар Суперкубка Португалії (1):

«Порту»: 2024